# 中间早熟禾
中间早熟禾（学名：Poa media）为禾本科早熟禾属下的一个种。其种加词“media”意为“中间的”。
现接受名为Poa ursina Velen., 1886。